# 元気でいこう!
『元気でいこう！』（げんき-）は、たちばなとしひろによる漫画作品集。
青年向け漫画雑誌(各話タイトル参照)に掲載され、笠倉出版社カルトコミックスで短編集として発行された。

## 各話タイトル
- 1. さんさんさん　～八尋くんと葵ちゃん～:富士美出版「コミックキャンディータイム」1996年8月号
  2. 何かが道をやってくる:富士美出版「コミックキャンディータイム」1996年2月号
  3. おねがい Good Time:富士美出版「コミックキャンディータイム」1996年4月号
  4. らじかる☆ステップ:富士美出版「コミックキャンディータイム」1996年5月号
  5. 凸凹恋愛事情:茜新社「コミックピーチα」Vol.6
  6. 冥福☆トライアングル:笠倉出版社「MANGA絶対満足」1996年8月号
  7. 湯煙旅情にゃご用心:笠倉出版社「MANGA絶対満足」1997年2月号
  8. ハッピーカムカム:晋遊舎「COMICポプリクラブ」1997年8月号
  9. 迷走するものたち:笠倉出版社「MANGA絶対満足」1997年4月号